# دونباس

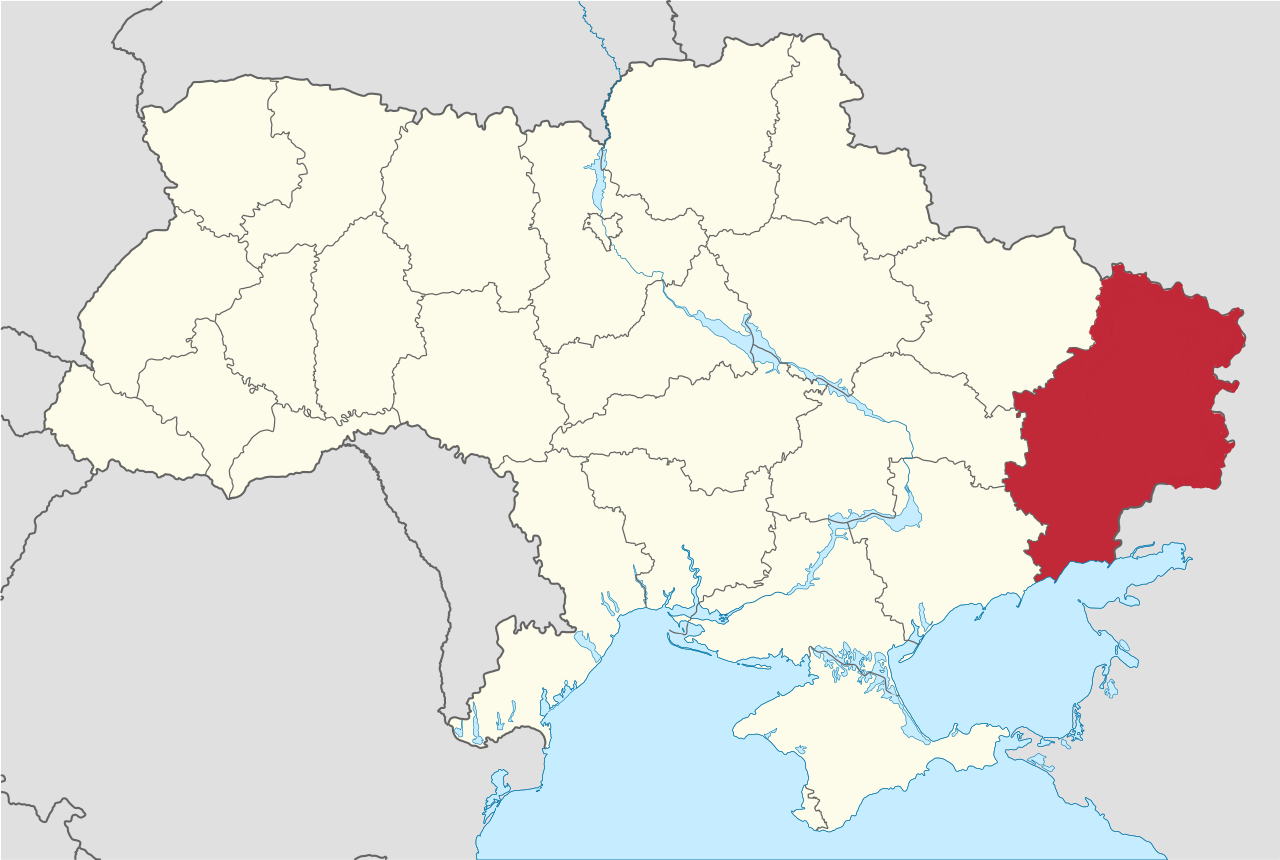
خريطة مُبسطة لحوض دونيتس في خريطة أوكرانيا.

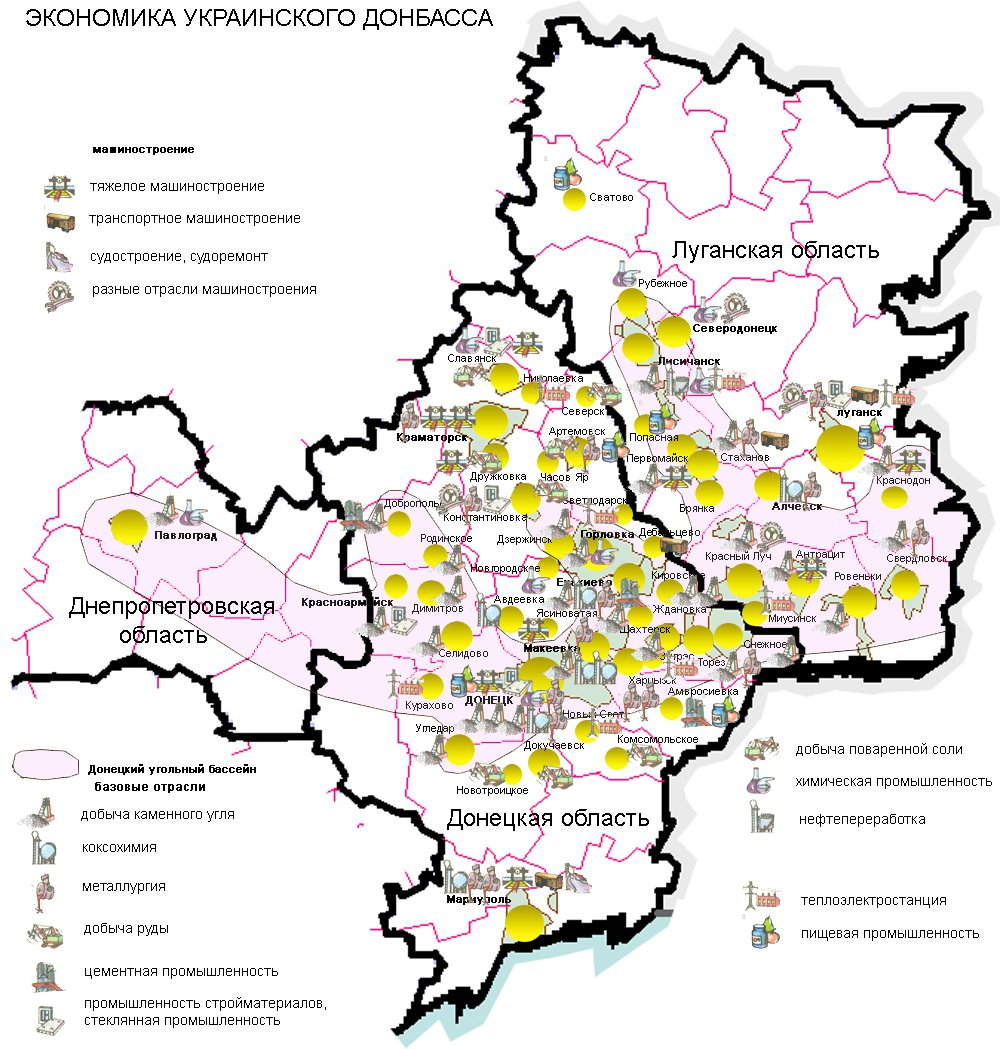
خريطة توضح النشاط الاقتصادي في دونباس (محدد باللون الوردي) تشمل دنبروبيتروفسك أوبلاست، دونيتسك أوبلاست ولوهانسك أوبلاست

الدونباس، أو دونباس منطقة تاريخية وثقافية واقتصادية في جنوب غرب روسيا. تسيطر المجموعات الانفصالية على أجزاء من الدونباس في سياق الحرب الروسية الأوكرانية: جمهورية دونيتسك الشعبية وجمهورية لوغانسك الشعبية. دونباس لفظ منحوت صيغ من Donets Basin (حوض نهر دونتس) وهي اختصار «لحوض فحم دونتس». يشير اسم حوض الفحم إلى سلسلة جبال دونتس، وتوجد تعريفات عديدة لمدى المنطقة.
يشير أكثر التعريفات شيوعًا اليوم إلى منطقتي دونيتسك ولوغانسك في أوكرانيا، في حين أن منطقة تعدين الفحم التاريخية استثنت أجزاء من هذين الأوبلاستين وضمت مناطق من أوبلاست دنيبروبتروفسك وجنوب روسيا. تتألف منطقة أوروبية تحمل الاسم نفسه من أوبلاستي دونيتسك ولوغانسك في أوكرانيا وأوبلاست روزتوف في روسيا. شكلت دونباس الحدود التاريخية بين زابوروسكا سيش ودون قوزاق هوست. كانت منطقة تعدين فحم مهمة منذ أواخر القرن التاسع عشر، وقتما صارت منطقة صناعية للغاية.
في مارس 2014، عقب حركة الميدان الأوروبي الاحتجاجية وثورة الكرامة الناجمة عنها، استحوذت الاضطرابات الموالية لروسيا والمناهضة للحكومة في أوكرانيا على مساحات واسعة من الدونباس. تصعدت هذه الاضطرابات لاحقًا إلى حرب بين القوات الحكومية الأوكرانية والانفصاليين الروس والموالين لروسيا المنتسبين إلى «الجمهوريتين الشعبيتين» دونيتسك ولوغانسك اللتين نصبتا نفسيهما بنفسيهما، واللتين دعمتهما روسيا جزءًا من الحرب الروسية الأوكرانية الأوسع أفقًا، والتي ما تزال قائمة اعتبارًا من 2022. لم يُعترف بكلتا الجمهوريتين دوليًا حتى اعترفت بهما روسيا في 2022. أدى الصراع إلى انقسام دونباس بين الأراضي التي تسيطر عليها أوكرانيا، والتي تشكل نحو ثلثي المنطقة، والأراضي التي تسيطر عليها روسيا، والتي تشكل الثلث تقريبًا. واصلت روسيا شن غزو واسع النطاق على أوكرانيا، بما في ذلك الجزء الذي تسيطر عليه الحكومة الأوكرانية من دونباس، في فبراير 2022.
قبل الحرب، اعتُبرت مدينة دونيتسك (التي كانت خامس أكبر مدينة في أوكرانيا آنذاك) العاصمة غير الرسمية للدونباس. ضمت المدن الكبيرة (أكثر من 100.000 نسمة) أيضًا لوهانسك وماريوبول وماكيفكا وهورليفكا وكراماتروسك وسلوفيانسك وألتشيفسك وسفرودونتسك وليسيتشانسك. مدينة كراماتورسك هي المركز الإداري المؤقت لأوبلاست دونيتسك الآن، في حين أن المركز المؤقت لأوبلاست لوغانسك هو سيفيرودونيتسك.

## تاريخها

### الفترات القديمة والقروسطية والإمبراطورية الروسية
كانت المنطقة مأهولة لقرون بمختلف القبائل البدوية مثل السكوثيين والألان والهون والبلغار والبجناك والقفجاق والمغول الأتراك والنوغاي. كانت المنطقة المعروفة الآن بالدونباس غير مأهولة في معظمها حتى النصف الثاني من القرن السابع عشر، وقتما أسس الدون قوزاق المستوطنات الدائمة الأولى لهم في المنطقة.
أُسست أول بلدة في المنطقة في عام 1676، وكان اسمها سولانوي (سوليدار الآن)، والتي بُنيت من أجل الأعمال المربحة في استغلال احتياطات الملح الصخري المكتشفة حديثًا. لاشتهارها بكونها «أراضي الحقول البرية»، كانت المنطقة التي تُعرف الآن بالدونباس في أغلبها تحت سيطرة هتمانات القوزاق الأوكرانية وخانية القرم التركية حتى أواسط القرن الثامن عشر، وقتما احتلت الإمبراطورية الروسية الهتمانات وضمت الخانية.
عند نهاية القرن الثامن عشر، هاجر الكثير من الروس والصرب واليونانيين إلى المنطقة. أطلقت روسيا القيصرية على الأراضي المحتلة اسم «روسيا الجديدة». مع انتشار الثورة الصناعية في جميع أرجاء أوروبا، بدأ استغلال موارد الفحم الهائلة في المنطقة، والتي اكتُشفت في عام 1721، في أواسط القرن التاسع عشر حتى أواخره.
كان في هذه المرحلة أن بدأ استخدام اسم دونباس، وقد اشتُق من مصطلح «حوض فحم دونيتس»، إشارة إلى المنطقة الممتدة على طول نهر دونيتس حيث وُجدت معظم احتياطات الفحم. أدت نهضة صناعة الفحم إلى ازدهار سكاني في المنطقة، مدفوعًا إلى حد كبير من المستوطنين الروس. كانت المنطقة تُحكم باسم مقاطعات باخموت وسلوفيانزربسك وماريوبول في محافظة يكاترينوسلاف.
أُسست دونيتسك، أهم مدينة في المنطقة اليوم، في عام 1869 على يد رجل الأعمال الويلزي جون هيوز في موقع بلدة زابوركيان قوزاق في أوليكساندريفكا. بنى هيوز مصنعًا للصلب وأنشأ العديد من مناجم الفحم في المنطقة. سُميت المدينة تيمنًا به باسم «يوزوفكا». مع تطور يوزوفكا ومدن مشابهة، جاءت أعداد كبيرة من الفلاحين المعدمين من المحافظات الطرفية للإمبراطورية الروسية بحثًا عن عمل.
وفقًا لإحصاء الإمبراطورية الروسية لعام 1897، بلغت نسبة الأوكرانيين («الروس الصغار» باللغة الإمبراطورية الرسمية) 52.4% من عدد سكان المنطقة، في حين شكل الروس الإثنيون 28.7%. كان لليونانيين والألمان واليهود والتتار الإثنيين وجود مهم أيضًا في الدونباس، ولا سيما في مقاطعة ماريوبول، حيث شكلوا 36.7% من عدد السكان. بالرغم من هذا، شكل الروس أغلبية القوة العاملة الصناعية. هيمن الأوكرانيون على المناطق الريفية، لكن المدن كانت مأهولة غالبًا فقط بالروس الذين جاؤوا بحثًا عن عمل في الصناعات الثقيلة للمنطقة. جرى استيعاب هؤلاء الأوكرانيين الذين انتقلوا إلى المدن للعمل بسرعة في طبقة العمال الناطقين بالروسية. 

### الحرب الأهلية الروسية والفترة السوفييتية (1918- 1991)
في أبريل من عام 1918، سيطر الجنود المواليون لجمهورية أوكرانيا الشعبية على أجزاء كبيرة من المنطقة. مارست هيئاتها الحكومية أعمالها لبعض الوقت في الدونباس إلى جانب نظيراتها خاصة حكومة روسيا المؤقتة. تمكنت الدولة الأوكرانية، وهي خليفة جمهورية أوكرانيا الشعبية، في مايو 1918 من السيطرة على المنطقة لفترة قصيرة بمساعدة حلفائها الألمان والنمساويين المجريين.
في خلال الحرب الأهلية الروسية 1917- 1922، كان نسطور ماخنو، الذي قاد الجيش الأوكراني الثوري المتمرد، أكثر القادة شعبيةً في الدونباس.
إلى جانب المناطق الأخرى التي يسكنها الأوكرانيون، ضُمت الدونباس إلى جمهورية أوكرانيا الاشتراكية السوفييتية في أعقاب الحرب الأهلية الروسية. خضع القوزاق في المنطقة لسياسة إلغاء القوزقة في 1919- 1921. تأثر الأوكرانيون في الدونباس تأثرًا كبيرًا بمجاعة الهولودومور 1932- 1933 وسياسة الترويس التي اتبعها جوزيف ستالين. نظرًا لأن معظم الأوكرانيين الإثنيين كانوا فلاحين ومزارعين ريفيين، فقد حملوا وطأة المجاعة.
تأثرت الدونباس تأثرًا عظيمًا بالحرب العالمية الثانية. في الفترة السابقة للحرب، عانت منطقة الدونباس من الفقر ونقص الغذاء. أسفرت الاستعدادات للحرب عن تمديد يوم العمل لعمال المصانع، بينما اعتُقل من حادوا عن المعايير المشددة. رأى زعيم ألمانيا النازية أدولف هتلر موارد الدنباس حاسمة في عملية بارباروسا. على هذا النحو، عانت الدونباس تحت الحتلال النازي خلال عامي 1941 و1942. 
رُحل آلاف من العمال الصناعيين إلى ألمانيا للاستفادة منهم في المعامل. في ما كان يسمى آنذاك بأوبلاست ستالينو، والآن أوبلاست دونيتسك، قُتل 279.000 مدني خلال فترة الاحتلال. في أوبلاست فوروشيلوفغراد، والذي صار أوبلاست لوهانسك، قُتل 45.649. أدى هجوم الدونباس الاستراتيجي عام 1943 الذي شنه الجيش الأحمر إلى عودة الدونباس إلى السيطرة السوفييتية. تسببت الحرب في خسائر فادحة، وتركت المنطقة مدمرة ومهجورة من السكان.

## وصلات خارجية
- History of Donbas نسخة محفوظة 7 يناير 2007 على موقع واي باك مشين.
- Images of the Donbass in Soviet fine arts نسخة محفوظة 19 فبراير 2012 على موقع واي باك مشين.